# SMAD7
Le SMAD7 (ou Mothers against decapentaplegic homolog 7) est une protéine dont le gène est SMAD7 situé sur le chromosome 18 humain.

## Rôle
Il inhibe le facteur de croissance transformant TGF-β1.

## Cible thérapeutique
Le mongersen est un oligonucléotide se fixant sur l'ARN messager du SMAD7, facilitant sa dégradation. Donné par voie orale aux patients porteurs d'une maladie de Crohn, il en améliore les durées de rémission et les symptômes.